# Solomon Burke
Solomon Vincent McDonald Burke (Filadelfia, 21 de marzo de 1940 - Haarlemmermeer, 10 de octubre de 2010), registrado al nacer como James Solomon McDonald y conocido como Solomon Burke, fue un músico pionero del soul y del country y miembro del prestigioso museo Rock and Roll Hall of Fame. Empezó su vida adulta como predicador en Filadelfia, y muy pronto pasó a realizar un show radiofónico góspel. En la década de los 60 firmó un contrato musical con Atlantic Records y empezó a dedicarse a la música de carácter más secular. Su primer éxito fue Just Out Of Reach Of My Open Arms, una versión de una canción country. Aunque obtuvo gran aceptación en el círculo artístico y entre los críticos, alcanzando algunos éxitos en los géneros de Rythm & Blues y de pop, Burke nunca consiguió llegar a las grandes masas tal y como hicieron Sam Cooke y Otis Redding. Su mayor éxito fue una versión de Proud Mary, de Creedence Clearwater Revival. Tal vez otra de sus canciones más conocidas es Cry to Me, usada en la famosa escena del baile de seducción en la película Dirty Dancing.
En 1964 escribió y grabó Everybody Needs Somebody to Love, su apuesta más prominente en el soul duradero. Además de la inmediata versión de The Rolling Stones, esta canción fue también adaptada por Wilson Pickett, y casi una década y media después, en 1980, fue utilizada en la banda sonora de la película The Blues Brothers.
Su carrera resucitó de algún modo en 2002, con la publicación de Don't Give Up On Me, donde interpreta las composiciones escritas especialmente para el álbum de algunos de los mejores artistas mundiales, como Bob Dylan, Brian Wilson, Van Morrison, Elvis Costello y Tom Waits.
Burke ha realizado diversas colaboraciones tanto en la pequeña como en la gran pantalla, y sus giras llegan a colgar el cartel de "no hay entradas", como ocurrió en el Royal Albert Hall de Londres durante su gira de otoño a Reino Unido.
Burke fue padre de 21 hijos (14 hijas y 7 hijos), tuvo 90 nietos y 19 biznietos. Algunos de sus hijos y nietos se dedican profesionalmente en diferentes campos de la industria musical, aunque ninguno ha conseguido el renombre de su patriarca.
En septiembre de 2006, Burke volvió a sus raíces country con la publicación de un álbum de 14 canciones bajo el nombre de Nashville, producido por Buddy Miller. Algunas de las voces invitadas incluyen a Emmylou Harris, Dolly Parton, Patty Griffin, Gillian Welch y Patty Loveless.
En 2008 la revista Rolling Stone situó a Burke en el puesto 89 de la lista de los 100 mejores artistas de todos los tiempos.
El domingo 10 de octubre de 2010, murió en el aeropuerto Schiphol de Ámsterdam, mientras volaba en un avión desde Los ángeles, que acababa de aterrizar en esa ciudad en la cual iba a brindar un concierto junto a la banda De Dijk el 12 de octubre. De acuerdo a su familia, Burke murió de causas naturales.
 Fue enterrado en el cementerio Forest Lawn Memorial Park de Los Ángeles.

## Discografía
- 1962 - Solomon Burke (Kenwood)
- 1964 - Rock 'n' Soul (Atlantic)
- 1965 - The Best of Solomon Burke (Atlantic Records)
- 1968 - I Wish I Knew (Atlantic)
- 1968 - King Solomon (Sequel)
- 1969 - Proud Mary
- 1972 - King Heavy
- 1972 - Electronic Magnetism
- 1974 - I Have a Dream
- 1975 - Back to My Roots
- 1975 - Music to Make Love By
- 1979 - Sidewalks, Fences & Walls
- 1979 - Lord We Need a Miracle (Savoy Records)
- 1979 - Get up and Do Something
- 1981 - King of Rock 'n' Soul
- 1983 - Take Me, Shake Me [live]
- 1985 - Soul Alive!
- 1986 - A Change Is Gonna Come
- 1987 - Love trap
- 1990 - Into My Life You Came
- 1990 - This Is His
- 1990 - Homeland
- 1993 - Soul of the Blues
- 1994 - Live at House of Blues
- 1997 - Definition of Soul
- 1998 - We Need a Miracle
- 1999 - Not by Water But Fire This Time
- 2002 - Soulman
- 2002 - Don't Give Up On Me
- 2002 - The Incredible Solomon Burke at His Best
- 2003 - The Apollo Album
- 2005 - Make Do With What You Got
- 2005 - Rock 'N' Soul
- 2006 - Nashville
- 2007 - Blue and Soulful
- 2007 - I Almost lost my mind
- 2008 - Like a Fire
- 2009 - To Thee
- 2009 - The Commitment
- 2010 - Hold on tight